# Nkokwa
Nkokwa ist ein Verwaltungsbezirk (Ward) des Distrikts Kyela in der tansanischen Region Mbeya.

## Geografie
Nkokwa ist ein ländlicher Bezirk im Südwesten von Tansania. Die Fläche des Bezirks beträgt 33,31 Quadratkilometer und bei der Volkszählung 2022 lebten hier 3422 Menschen in 916 Haushalten.

## Gliederung
Der Bezirk besteht aus drei Gemeinden (Mtaa) mit neun Orten (Kitongoji):
| Buponelo - Kabula - Lusungo | Kyijila - Ibonde - Kyijila - Igombanile | Shinyanga - Bulanga - Ilopa - Nkokwa Kanisani - Nkokwa Shuleni |

## Wirtschaft und Infrastruktur
- Gesundheit: Im Ort Shinyanga befindet sich eine staatliche Apotheke.[5]